# Doris & Frank
 (février 2024).
 (février 2024).
Doris & Frank ou Spiele von Doris & Frank est la maison d'édition de jeux de société de Doris Matthäus et Frank Nestel. Elle est basée à Erlangen en Allemagne.

## Quelques jeux édités
- Igel Ärgern, 1990, Doris Matthäus et Frank Nestel
- Mü & mehr, 1994, Doris Matthäus et Frank Nestel
- Ursuppe, 1997, Doris Matthäus et Frank Nestel
- Zoff im Zoo, 1999, Doris Matthäus et Frank Nestel
- Urland, 2001, Doris Matthäus et Frank Nestel